# میلان کالینا
میلان کالینا (انگلیسی: Milan Kalina؛ زادهٔ ۱۳ اوت ۱۹۵۶) بازیکن هندبال اهل یوگسلاوی بود.
از باشگاه‌هایی که در آن بازی کرده‌است می‌توان به باشگاه هندبال بارسلونا اشاره کرد.